# Herman Johansson
Herman Nils Johansson (Örnsköldsvik, 16 ottobre 1997) è un calciatore svedese, attaccante del Mjällby.

## Carriera
Muove i primi passi nel mondo del calcio nella squadra della sua città, il Friska Viljor, che nel 2014 lo aggrega in prima squadra. Durante la sua militanza nella squadra di Örnsköldsvik, gioca tra la quarta e la quinta divisione svedese. Poco prima dell'inizio della stagione 2020, viene acquistato dal Sandvikens IF, militante in Ettan, la terza divisione svedese.
L'11 dicembre 2020, compie un doppio salto di categoria, quando viene acquistato dal Mjällby, società militante nell'Allsvenskan. Esordisce in campionato il 1º agosto 2021, in occasione dell'incontro perso per 1-0 sul campo del Kalmar, mentre realizza la sua prima rete con la squadra e in campionato il 14 maggio 2022, nel pareggio per 1-1 tra le mura amiche contro l'IFK Värnamo.

## Statistiche

### Presenze e reti nei club
Statistiche aggiornate al 23 agosto 2022.
| Stagione             | Squadra              | Campionato           | Campionato | Campionato | Coppe nazionali | Coppe nazionali | Coppe nazionali | Coppe continentali | Coppe continentali | Coppe continentali | Altre coppe | Altre coppe | Altre coppe | Totale | Totale |
| Stagione             | Squadra              | Comp                 | Pres       | Reti       | Comp            | Pres            | Reti            | Comp               | Pres               | Reti               | Comp        | Pres        | Reti        | Pres   | Reti   |
| -------------------- | -------------------- | -------------------- | ---------- | ---------- | --------------- | --------------- | --------------- | ------------------ | ------------------ | ------------------ | ----------- | ----------- | ----------- | ------ | ------ |
| 2014                 | Friska Viljor        | D3                   | 2          | 0          |                 | -               | -               |                    | -                  | -                  |             | -           | -           | 2      | 0      |
| 2015                 | Friska Viljor        | D3                   | 22         | 9          |                 | -               | -               |                    | -                  | -                  |             | -           | -           | 22     | 9      |
| 2016                 | Friska Viljor        | D2                   | 23         | 2          |                 | -               | -               |                    | -                  | -                  |             | -           | -           | 23     | 2      |
| 2017                 | Friska Viljor        | D3                   | 21         | 15         |                 | -               | -               |                    | -                  | -                  |             | -           | -           | 21     | 15     |
| 2018                 | Friska Viljor        | D2                   | 20         | 6          | CS              | 2               | 2               |                    | -                  | -                  |             | -           | -           | 22     | 8      |
| 2019                 | Friska Viljor        | D2                   | 24         | 21         |                 | -               | -               |                    | -                  | -                  |             | -           | -           | 24     | 21     |
| Totale Friska Viljor | Totale Friska Viljor | Totale Friska Viljor | 112        | 53         |                 | 2               | 2               |                    | -                  | -                  |             | -           | -           | 114    | 55     |
| 2020                 | Sandvikens IF        | E                    | 23         | 9          | CS+CS           | 2+2             | 0               |                    | -                  | -                  |             | -           | -           | 27     | 9      |
| 2021                 | Mjällby              | A                    | 7          | 0          |                 | -               | -               |                    | -                  | -                  |             | -           | -           | 7      | 0      |
| 2022                 | Mjällby              | A                    | 18         | 1          | CS              | 3               | 0               |                    | -                  | -                  |             | -           | -           | 21     | 1      |
| Totale carriera      | Totale carriera      | Totale carriera      | 160        | 63         |                 | 9               | 2               |                    | -                  | -                  |             | -           | -           | 169    | 65     |